# Crinitz
Crinitz (niedersorbisch Krynica) ist eine Gemeinde im Landkreis Elbe-Elster im Süden Brandenburgs und gehört dem Amt Kleine Elster (Niederlausitz) mit Sitz in der Gemeinde Massen-Niederlausitz an.

## Geografie
Crinitz liegt in einer Endmoränenlandschaft am Rande des Lausitzer Grenzwalls.

## Gemeindegliederung
Die Hauptsatzung der Gemeinde weist den Ortsteil Gahro (niedersorbisch Gary) aus. Zur Gemeinde gehören auch die Wohnplätze Gahroer Pechhütte, Niederhof und Oberhof.

## Geschichte
Crinitz wurde am 21. Dezember 1275 im Urkundenbuch des Klosters Doberlug in Form des Personennamens Martinius de Crinitz erstmals erwähnt. Im ältesten Niederlausitzer Lehnsregister ist der Ort als Krinticz am 21. Oktober 1527 eingetragen. Der Name wird als Siedlung an einer Quelle gedeutet. Als Gutsbesitzer werden die von Polenz auf Beesdau von vor 1436 bis 1792 genannt.
Die Familie von Thümen erscheint 1794 und 1809 als Gutsbesitzer. Seit 1842 ist das Gut im Besitz der Familie von Koppe, dann Kühne. 1915 gibt es die Kühnesche Familienstiftung. Seit 1845 hat Crinitz ein Dorfsiegel. Im Jahr 1708 werden 13 Halbbauerngüter – 28 Personen im Alter von 12 bis 60 Jahren – und 1718 12 Hüfner mit 12,5 Hufen Land genannt. 1723 wieder 13 Bauerngüter. 1755 lebten 91 Einwohner in Crinitz, wovon 46 männlich und 45 weiblich waren. 1810 gab es 13 Bauerngüter und 7 Häusler bzw. Büdner. Im Jahr 1864 ist eine Windmühle, eine Wassermühle und eine Schäferei erwähnt. 12 Töpfereien hatte der Ort und entwickelte sich zu einem bedeutenden Ort der Tonindustrie. Mit dem Bau der Bahnstrecke Finsterwalde–Luckau 1911 wurde auch Crinitz angeschlossen.
Crinitz war von 1718 bis 1945 nach Gahro eingepfarrt, ab 1945 dann nach Fürstlich Drehna. Ein Taufstein aus dem Mittelalter weist auf eine Kirche oder Kapelle hin, die mehrfach erweitert und 1843 schließlich abgerissen wurde. Die Kirchenchronik berichtet, dass die Predigt vor dem Abriss der baufälligen Fachwerkkirche von einem Töpfer gehalten wurde, der daraufhin mit Strafzahlung belegt wurde.
1818 wurden 26 Feuerstellen und 154 Einwohner gezählt. 1846 waren es 268 Einwohner (einschließlich Gut) und 1871 schon 587. Der weiterhin rasante Anstieg der Einwohnerzahlen deutet auf die Entwicklung nicht nur der Tonindustrie hin. 1900 waren es im gesamten Ort 676 Einwohner (Gut 49, Gemeinde 627), 1925 waren es 900 und 1939 1256 Einwohner.
Crinitz und Gahro gehörten seit 1816 zum Kreis Luckau in der Provinz Brandenburg und ab 1952 zum Kreis Finsterwalde im DDR-Bezirk Cottbus. Seit 1993 liegen die Orte im brandenburgischen Landkreis Elbe-Elster.
Die Gemeinde in ihren heutigen Grenzen entstand am 26. Oktober 2003 durch die gesetzlich verordnete Eingliederung der Gemeinde Gahro in die Gemeinde Crinitz. Beide Gemeinden wurden seit 1992 vom Amt Kleine Elster (Niederlausitz) (bis 1995 Amt Kleine Elster) verwaltet.

## Bevölkerungsentwicklung
| Jahr | Einwohner |
| ---- | --------- |
| 1875 | 0715      |
| 1890 | 0754      |
| 1910 | 0786      |
| 1925 | 0900      |
| 1933 | 1 129     |
| 1939 | 1 256     |

| Jahr | Einwohner |
| ---- | --------- |
| 1946 | 1 642     |
| 1950 | 1 755     |
| 1964 | 1 709     |
| 1971 | 1 809     |
| 1981 | 1 555     |
| 1985 | 1 501     |

| Jahr | Einwohner |
| ---- | --------- |
| 1990 | 1 425     |
| 1995 | 1 409     |
| 2000 | 1 359     |
| 2005 | 1 450     |
| 2010 | 1 295     |
| 2015 | 1 222     |

| Jahr | Einwohner |
| ---- | --------- |
| 2020 | 1 169     |
| 2021 | 1 165     |
| 2022 | 1 150     |
| 2023 | 1 135     |
| 2024 | 1 127     |

 Gebietsstand des jeweiligen Jahres, Einwohnerzahl: Stand 31. Dezember (ab 1991), ab 2011 auf Basis des Zensus 2011, ab 2022 auf Basis des Zensus 2022

## Politik

### Gemeindevertretung
Die Gemeindevertretung von Crinitz besteht aus zehn Gemeindevertretern und dem ehrenamtlichen Bürgermeister. Die Kommunalwahl am 9. Juni 2024 führte bei einer Wahlbeteiligung von 73,1 % zu folgendem Ergebnis:
| Partei / Wählergruppe      | Stimmenanteil | Sitze |
| -------------------------- | ------------- | ----- |
| Wir für Crinitz und Gahro  | 83,2 %        | 8     |
| Einzelbewerber René Hannig | 11,1 %        | 1     |
| Einzelbewerber Axel Jordan | 05,7 %        | 1     |

### Bürgermeister
- 1998–2003: Walter Keilholz[13]
- 2003–2019: Horst Hofmann[14]
- seit 2019: Uwe Mader (Wir für Crinitz und Gahro; 2019: Die Linke)

Mader wurde bei der Bürgermeisterwahl am 9. Juni 2024 ohne Gegenkandidaten mit 90,6 % der gültigen Stimmen für eine weitere Amtszeit von fünf Jahren gewählt.

## Sehenswürdigkeiten und Kultur

### Bauwerke

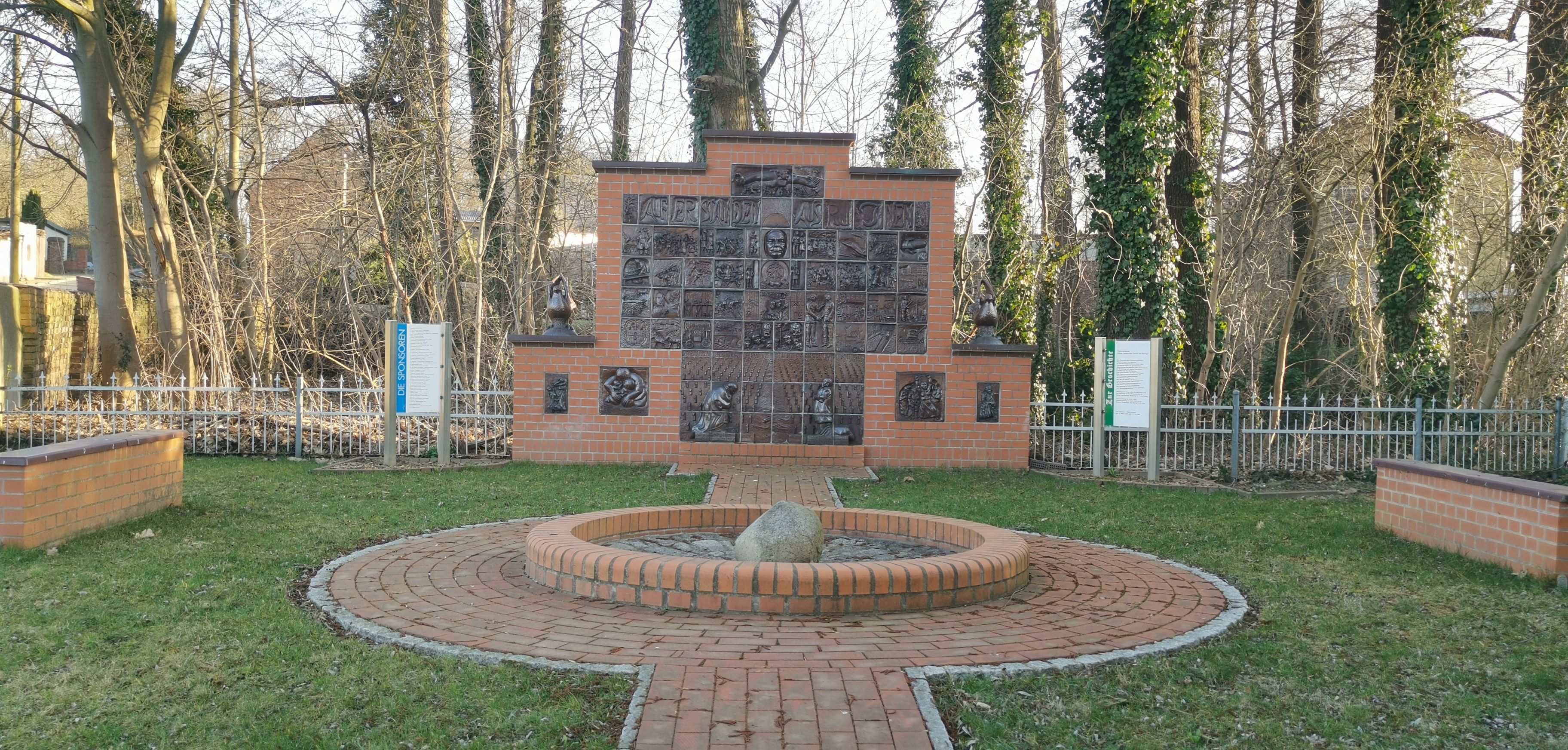
Töpferdenkmal

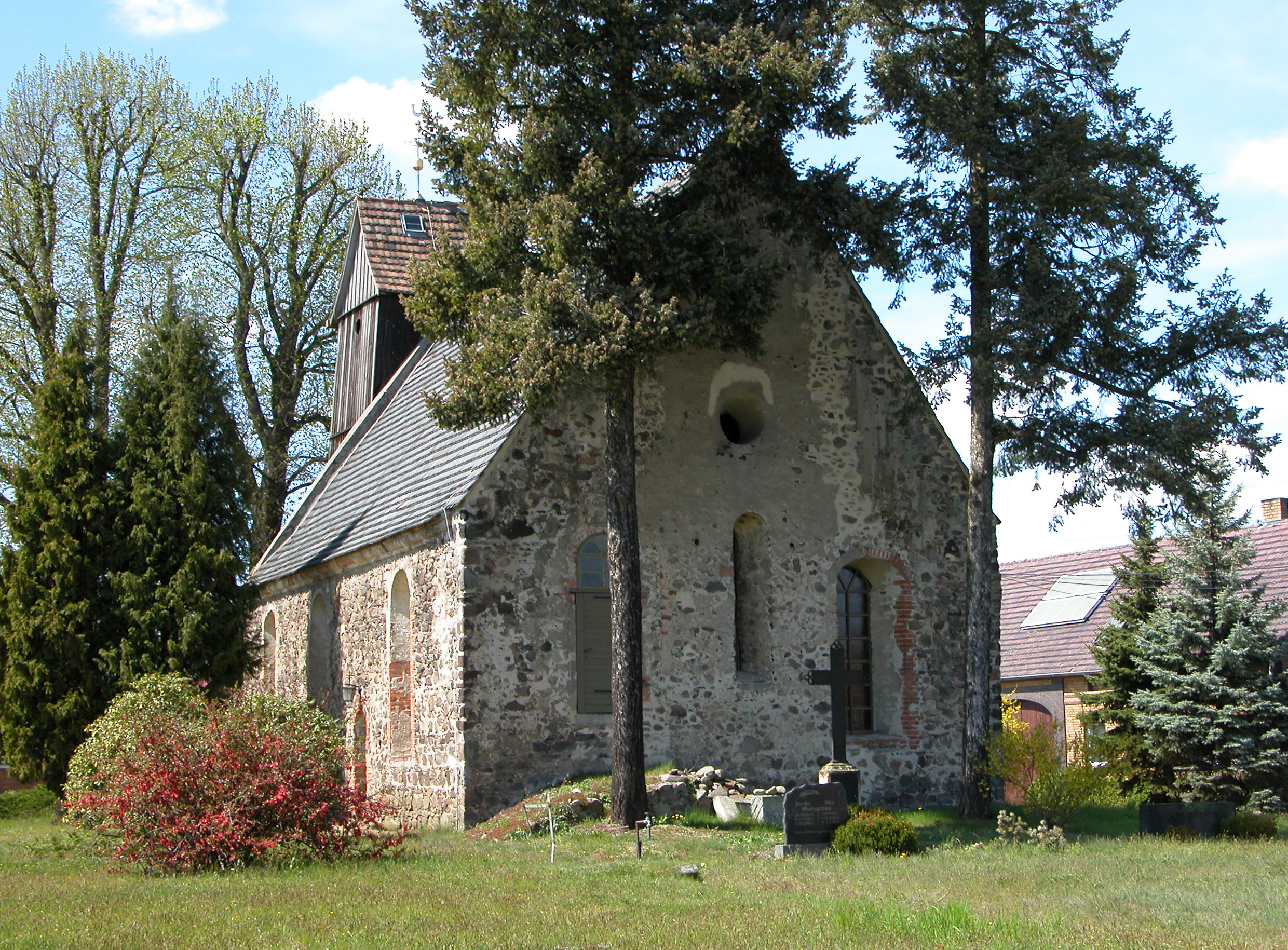
Kirche in Gahro

In der Liste der Baudenkmale in Crinitz stehen die in der Denkmalliste des Landes Brandenburg eingetragenen Baudenkmale.
Sehenswert ist die Feldsteinkirche in Gahro aus dem 12./13. Jahrhundert.

### Museen
Die erste Heimatstube befand sich bis 2011 im Durchgang an der Gaststätte „Bürgerhaus“ zum Töpfermarktgelände. Die neue Heimatstube wurde im November 2011 in der Hauptstr. 82 eröffnet und ist deutlich an dem übergroßen, glasierten Tontopf vor dem Haus zu erkennen.
Die acht ansässigen Töpfereien sind auf Anfrage bereit, ihre teils historischen Werkstätten vorzuführen.
Die Niederlausitzer Museumseisenbahn führt an einigen Tagen im Jahr Museumsfahrten durch.

### Regelmäßige Veranstaltungen
Der Große Töpfermarkt findet immer am ersten Aprilwochenende statt. Etwa 70 Töpfer und andere Handwerker aus ganz Deutschland – und seit 2006 auch aus dem europäischen Ausland – präsentieren hier ihre Waren.

## Wirtschaft und Infrastruktur

### Verkehr
Crinitz liegt an der Landesstraße L 56 zwischen der B 96 nördlich von Sonnewalde und der Anschlussstelle Calau an der A 13.

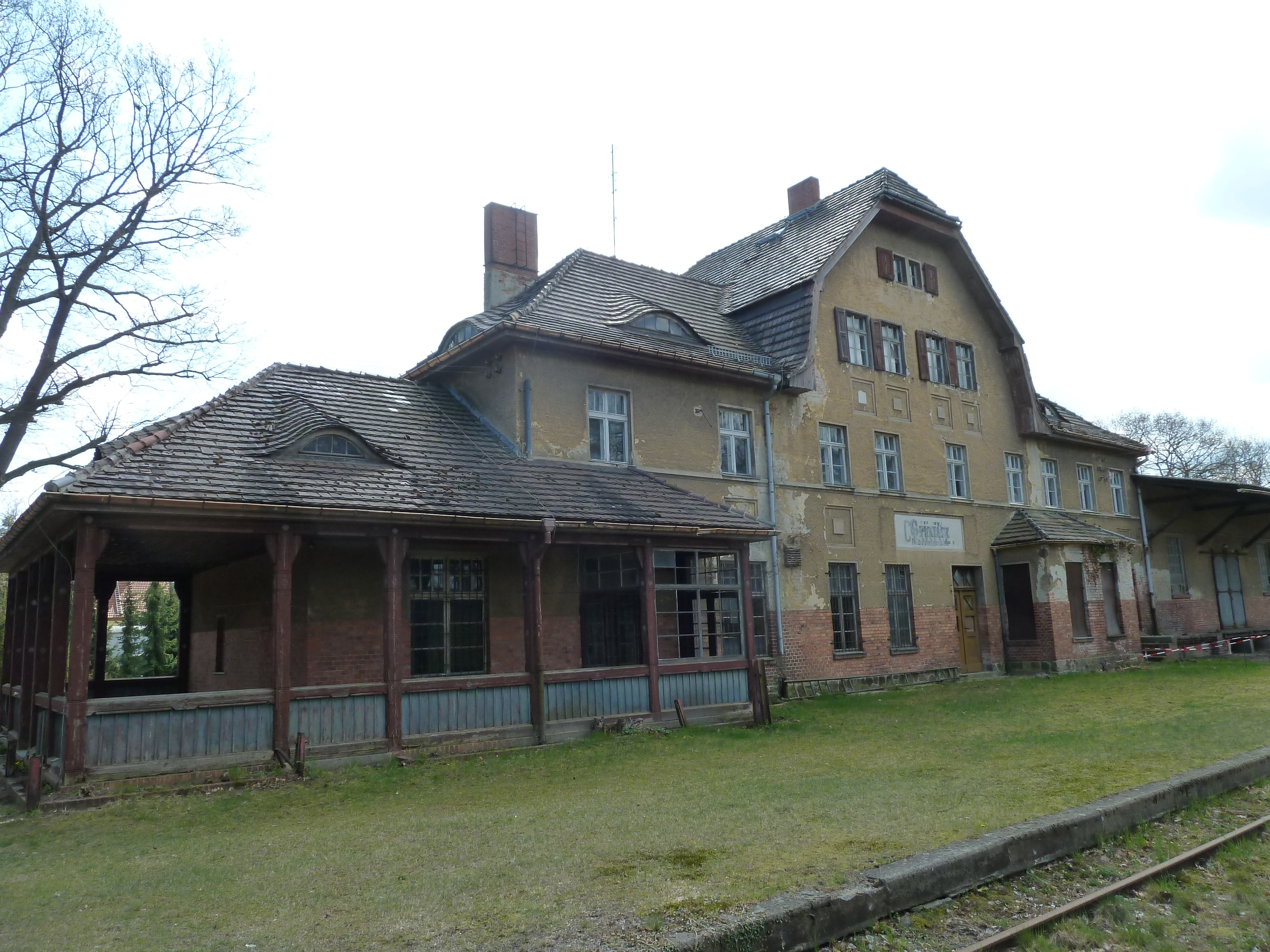
Bahnhof Crinitz

Der Bahnhof Crinitz und der Haltepunkt Crinitz Töpferpark liegen an der eingleisigen Bahnstrecke Finsterwalde–Luckau. Der Personenverkehr wurde 1968 eingestellt. Seit 2002 führt die Niederlausitzer Museumseisenbahn zwischen Finsterwalde und Crinitz Museumsfahrten durch.

### Bildung
Als erste Schule des Landes Brandenburg hat die Crinitzer Grundschule im Mai 2006 den Namenszusatz „Heinz Sielmann“ erhalten.

### Sport
- Waldbad Crinitz
- SV Vorwärts Crinitz 1921 e. V. (Fußball, Tischtennis, Volleyball, Gymnastik)
- Topflauf (Start am Waldbad, am Sonntag des Töpfermarkt-Wochenendes Anfang April, Organisation durch Grundschule Crinitz und Verein Sport- und Begegnungszentrum Crinitz e. V.)